# Spiritwood Lake
Spiritwood Lake é uma cidade localizada no estado norte-americano de Dacota do Norte, no Condado de Stutsman.

## Demografia
Segundo o censo norte-americano de 2000, a sua população era de 72 habitantes.
Em 2006, foi estimada uma população de 78, um aumento de 6 (8.3%).

## Geografia
De acordo com o United States Census Bureau tem uma área de
4,7 km², dos quais 2,8 km² cobertos por terra e 1,9 km² cobertos por água.

## Localidades na vizinhança
O diagrama seguinte representa as localidades num raio de 24 km ao redor de Spiritwood Lake.